# George Waldegrave, IV conte Waldegrave
George Waldegrave, IV conte Waldegrave (23 novembre 1751 – 22 ottobre 1789), è stato un nobile e ufficiale inglese.

## Biografia
Era il figlio maggiore di John Waldegrave, III conte Waldegrave, e di sua moglie, lady Elizabeth Leveson-Gower, figlia di John Leveson-Gower, I conte Gower e lady Evelyn Pierrepont. Tramite suo padre, discendeva anche da Giacomo II d'Inghilterra, ultimo monarca cattolico a regnare sulla Gran Bretagna, attraverso la sua figlia illegittima Henrietta FitzJames. Studiò all'Eton College.
Nel 1768 entrò nelle Guardie Scozzesi. Nel 1778 si è trasferito ai Coldstream Guards come capitano di vascello e fu presto un tenente colonnello. Nel 1779 fu nominato tenente colonnello, comandante del nuovo 87º reggimento di fanteria. Successe a suo padre nel 1784.

### Matrimonio
Sposò, il 5 maggio 1782, Lady Elizabeth Waldegrave, figlia di James Waldegrave, II conte Waldegrave e Maria Walpole. Ebbero cinque figli:
- Lady Mary Wilhelmina Waldegrave (1783-20 febbraio 1805), sposò Nathaniel Micklethwaite, ebbero una figlia;
- George Waldegrave, V conte Waldegrave (13 luglio 1784-29 giugno 1794);
- John Waldegrave, VI conte Waldegrave (31 luglio 1785-28 settembre 1846);
- Lord Edward William Waldegrave (29 agosto 1787-22 gennaio 1809);
- William Waldegrave, VIII conte Waldegrave (27 ottobre 1788-24 ottobre 1859).

### Morte
Morì il 22 ottobre 1789, all'età di 37 anni.

## Ascendenza
|                                        |                                    |                                                 | Genitori                                          |  |  | Nonni |  |  | Bisnonni                              |  |  | Trisnonni                             |  |
|                                        |                                    |                                                 |                                                   |  |  |       |  |  | Henry Waldegrave, I barone di Chewton |  |  | Sir Charles Waldegrave, III baronetto |  |
|                                        |                                    |                                                 |                                                   |  |  |       |  |  | Henry Waldegrave, I barone di Chewton |  |  | Sir Charles Waldegrave, III baronetto |  |
|                                        |                                    | Eleanor Englefield                              |                                                   |  |  |       |  |  | Henry Waldegrave, I barone di Chewton |  |  |                                       |  |
| James Waldegrave, I conte Waldegrave   |                                    |                                                 |                                                   |  |  |       |  |  | Henry Waldegrave, I barone di Chewton |  |  |                                       |  |
|                                        |                                    | Lady Henrietta FitzJames                        | James II, re d'Inghilterra, di Scozia e d'Irlanda |  |  |       |  |  |                                       |  |  |                                       |  |
|                                        |                                    | Lady Henrietta FitzJames                        | James II, re d'Inghilterra, di Scozia e d'Irlanda |  |  |       |  |  |                                       |  |  |                                       |  |
|                                        |                                    | Lady Henrietta FitzJames                        | Arabella Churchill                                |  |  |       |  |  |                                       |  |  |                                       |  |
| John Waldegrave, III conte Waldegrave  |                                    | Lady Henrietta FitzJames                        |                                                   |  |  |       |  |  |                                       |  |  |                                       |  |
|                                        |                                    | Sir John Webbe, III baronetto                   | Sir John Webbe, II baronetto                      |  |  |       |  |  |                                       |  |  |                                       |  |
|                                        |                                    | Sir John Webbe, III baronetto                   | Sir John Webbe, II baronetto                      |  |  |       |  |  |                                       |  |  |                                       |  |
|                                        |                                    | Sir John Webbe, III baronetto                   | Mary Blomer                                       |  |  |       |  |  |                                       |  |  |                                       |  |
| Mary Webbe                             |                                    | Sir John Webbe, III baronetto                   |                                                   |  |  |       |  |  |                                       |  |  |                                       |  |
|                                        |                                    | Barbara Belasyse                                | John Belasyse, I barone Belasyse                  |  |  |       |  |  |                                       |  |  |                                       |  |
|                                        |                                    | Barbara Belasyse                                | John Belasyse, I barone Belasyse                  |  |  |       |  |  |                                       |  |  |                                       |  |
|                                        |                                    | Barbara Belasyse                                | Lady Anne Paulet                                  |  |  |       |  |  |                                       |  |  |                                       |  |
| George Waldegrave, IV conte Waldegrave |                                    | Barbara Belasyse                                |                                                   |  |  |       |  |  |                                       |  |  |                                       |  |
|                                        | John Leveson-Gower, I barone Gower | Sir William Leveson-Gower, IV baronetto         |                                                   |  |  |       |  |  |                                       |  |  |                                       |  |
|                                        | John Leveson-Gower, I barone Gower | Sir William Leveson-Gower, IV baronetto         |                                                   |  |  |       |  |  |                                       |  |  |                                       |  |
|                                        | John Leveson-Gower, I barone Gower | Lady Jane Granville                             |                                                   |  |  |       |  |  |                                       |  |  |                                       |  |
| John Leveson-Gower, I conte Gower      | John Leveson-Gower, I barone Gower |                                                 |                                                   |  |  |       |  |  |                                       |  |  |                                       |  |
|                                        |                                    | Lady Catherine Manners                          | John Manners, I duca di Rutland                   |  |  |       |  |  |                                       |  |  |                                       |  |
|                                        |                                    | Lady Catherine Manners                          | John Manners, I duca di Rutland                   |  |  |       |  |  |                                       |  |  |                                       |  |
|                                        |                                    | Lady Catherine Manners                          | Hon. Catherine Wriothesley Noel                   |  |  |       |  |  |                                       |  |  |                                       |  |
| Lady Elizabeth Leveson-Gower           |                                    | Lady Catherine Manners                          |                                                   |  |  |       |  |  |                                       |  |  |                                       |  |
|                                        |                                    | Evelyn Pierrepont, I duca di Kingston-upon-Hull | Robert Pierrepont                                 |  |  |       |  |  |                                       |  |  |                                       |  |
|                                        |                                    | Evelyn Pierrepont, I duca di Kingston-upon-Hull | Robert Pierrepont                                 |  |  |       |  |  |                                       |  |  |                                       |  |
|                                        |                                    | Evelyn Pierrepont, I duca di Kingston-upon-Hull | Elizabeth Evelyn                                  |  |  |       |  |  |                                       |  |  |                                       |  |
| Lady Evelyn Pierrepont                 |                                    | Evelyn Pierrepont, I duca di Kingston-upon-Hull |                                                   |  |  |       |  |  |                                       |  |  |                                       |  |
|                                        |                                    | Lady Mary Feilding                              | William Feilding, III conte di Denbigh            |  |  |       |  |  |                                       |  |  |                                       |  |
|                                        |                                    | Lady Mary Feilding                              | William Feilding, III conte di Denbigh            |  |  |       |  |  |                                       |  |  |                                       |  |
|                                        |                                    | Lady Mary Feilding                              | Mary King                                         |  |  |       |  |  |                                       |  |  |                                       |  |
|                                        |                                    | Lady Mary Feilding                              |                                                   |  |  |       |  |  |                                       |  |  |                                       |  |